# Bellahøj Skole
Bellahøj Skole er en folkeskole i Brønshøj, med over 800 elever (anno 2015).
Skolen er placeret bag Degnemosen og Bellahøjhusene, tæt ved Frederikssundsvej.
I 2007 blev skolen Danmarks første offentlige idrætsskole. Alle klasser på skolen har 5 idrætstimer om ugen, og skolen har et særligt idrætsspor fra 7. - 9. klasse.

## Skoleledere
- 2006-2015: Jørgen Rosenkrantz-Theil
- 2015-: Lise Velin